# Прочность на сдвиг (механика грунтов)

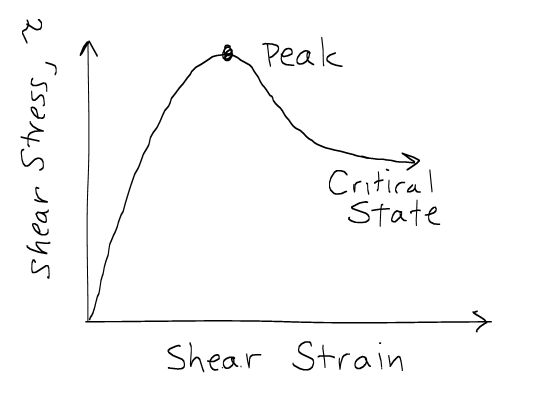
Типичная кривая сопротивления сдвигу-сдвиговых перемещений для дренированного дилатантного грунта

Прочность на сдвиг Cu — величина, определяемая по результатам недренированных лабораторных (пенетрация, вращательный срез, трехосные испытания) для описания напряжения сдвига, которое может выдержать грунт. 
Сопротивление грунта сдвигу Cu результат трения и сцепления частиц, а также цементации или связывания на контактах частиц. Из-за блокировки частиц дисперсный материал может увеличиваться или уменьшаться в объеме. Если грунт увеличится в объеме, плотность частиц и прочность уменьшится; после пиковой прочности будет наблюдаться снижение напряжения сдвига (см. рисунок). Отношение напряжение/деформация будет постоянным, когда материал перестанет расширяться или сжиматься, а также когда связи между частицами разорвуться. Теоретическое состояние, при котором напряжение сдвига и плотность грунта остаются постоянными, а деформация сдвига увеличивается, называется критическим состоянием или остаточной прочностью.

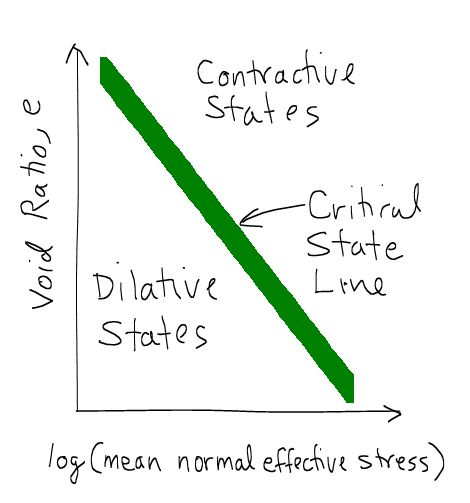
Линия критического состояния разделяет дилатантное и сжатое состояния почвы.

Изменение объема и межчастичное трение зависят от плотности частиц, межзеренных контактных сил и, в несколько меньшей степени, от других факторов, таких как скорость сдвига и направление напряжения сдвига.
Во время недренированного сдвига плотность частиц не может измениться, но изменятся давление воды и эффективное напряжение. С другой стороны, если воде позволить свободно дренироваться из пор, то поровое давление останется постоянным, и будет иметь место дренированный сдвиг. Почва сможет свободно расширяться или сжиматься во время дренированного сдвига. В действительности почва частично дренирована, что-то среднее между совершенно нелренированным и дренированным состоянием.
Прочность грунта на сдвиг зависит от действующего напряжения, условий дренажа, плотности частиц, скорости деформации и направления деформации.
Для недренированного сдвига с постоянным объемом можно использовать теорию Трески для прогнозирования прочности на сдвиг, но для дренированных условий можно использовать теорию Мора-Кулона .
Двумя важными теориями сдвига грунта являются теория критического состояния и теория устойчивого состояния грунта. Существуют ключевые различия между условием критического состояния и состоянием устойчивого состояния.

## Факторы, контролирующие сопротивление грунтов сдвигу

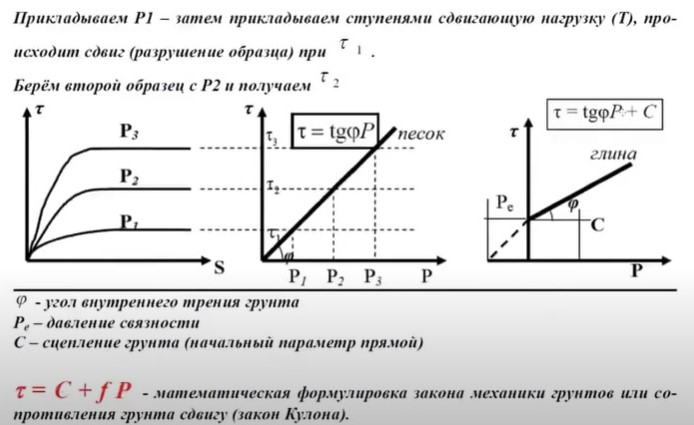
Зависимость касательных напряжений от перемещений, переход к зависимости касательных напряжений от нормальных сил.

На соотношение между напряжением и деформацией грунтов и, следовательно, на сопротивление сдвигу влияют (Poulos 1989)  г. :
1. состав почвы: минералогия (хотя она влияет на свойство трения между зернами, для большинства природных песков минералогия изменяет прочность в очень узком диапазоне), гранулометрический состав (хорошо отсортированные грунты имеют более высокое сопротивление сдвигу, чем однородные пески), форма частиц (прочность на сдвиг крупнозернистых грунтов, состоящих из угловатых зерен, немного выше, чем у круглых зерен), тип и содержание поровой жидкости, ионы на частицах грунта и в поровой жидкости. По мере увеличения плотности грунта (уменьшения пористости или пустотности) значение сопротивления грунтов увеличивается.
2. начальное состояние (initial): определяется начальным коэффициентом пустотности, эффективным нормальным напряжением и напряжением сдвига (история напряжений). Состояние можно охарактеризовать такими терминами, как: рыхлое, плотное, сверхконсолидированное, нормально консолидированное, жесткое, мягкое, контрактурное, дилатативное и др.
3. структура: относится к расположению частиц в грунте; способ упаковки или распределения частиц. Такие особенности, как слои, стыки, трещины, поверхности скольжения, пустоты, карманы, цементация и т. д., являются частью структуры. Структуру грунтов описывают такими терминами, как: ненарушенный, нарушенный, переформованный, уплотненный, сцементированный; хлопьевидный, сотовый, однозернистый; флоккулированный, дефлоккулированный; многослойный, слоистый, ламинированный; изотропный и анизотропный.
4. Условия нагружения: дренированный и недренированный; тип нагрузки, т. е. величина, скорость (статическая, динамическая) и временная характеристика (монотонная, циклическая).

## Недренированная прочность
В реальной жизни не существует такой вещи, как недренированная прочность грунта (как упоминалось выше грунт в природе находиться между дренированым и недренированном состоянии). Однако для расчета по несущей способности оснований из медленно уплотняющихся водонасыщенных глинистых, органоминеральных и органических грунтов, в которых возможно формирование избыточных поровых давлений, необходимо определять сопротивление грунта недренированному сдвигу Cu.  
Недренированная прочность обычно определяется теорией Трески, основанной на круге Мора, как:
σ 1 - σ 3 = 2 Su
Где:
σ 1 – главное главное напряжение
σ 3 – малое главное напряжение
{\displaystyle \tau } - прочность на сдвиг (σ 1 - σ 3 )/2
следовательно, прочность на сдвиг равна недренированной прочности грунта {\displaystyle \tau } = Su (второе обозначение cu ).
Недренированная прочность грунта используется при анализе предельного равновесия, когда скорость нагрузки намного превышает скорость, с которой может рассеяться поровое давление воды, возникающее из-за действия сдвига грунта. Примером этого является быстрое нагружение песка во время землетрясения или обрушение глиняного откоса во время сильного дождя, и это относится к большинству разрушений, происходящих во время строительства.
Как следствие недренированного состояния, упругие объемные деформации не возникают, и поэтому предполагается, что коэффициент Пуассона остается равным 0,5 на протяжении всего сдвига. Модель почвы Трески также предполагает отсутствие пластических объемных деформаций. Это важно для более сложных анализов, таких как метод конечных элементов . В этих усовершенствованных методах анализа для моделирования недренированных условий могут использоваться модели почвы, отличные от Трески, включая модель Мора-Кулона и модели почвы в критическом состоянии, такие как модифицированная модель Cam-Clay, при условии, что коэффициент Пуассона поддерживается на уровне 0,5.
Одним из соотношений, широко используемых инженерами-практиками, является эмпирическое наблюдение, согласно которому отношение прочности на сдвиг в недренированном состоянии cu  к первоначальному напряжению консолидации p' является приблизительно постоянным для заданного коэффициента чрезмерного уплотнения (OCR). Это соотношение было впервые формализовано (Henkel 1960)  и (Henkel & Wade 1966), которые расширили его, чтобы показать, что характеристики напряжения-деформации повторно отформованных глин также могут быть нормализованы по отношению к первоначальному напряжению консолидации. Постоянная зависимость cu /p'  также может быть получена из теории критического состояния грунта (Joseph 2012). Это фундаментальное свойство кривых напряжения-деформации встречается во многих глинах и было усовершенствовано в эмпирическом методе SHANSEP (stress history and normalized soil engineering properties-история напряжений и нормализованные инженерные свойства грунта). (Ladd & Foott 1974).

### Связь между индексом сжатияCuи индексом пластичности PI
Скемптон и Хенкель представили кривую изменения {\displaystyle {\frac {C_{u}}{\sigma _{v}^{'}}}} от индекса пластичности PI, которая позже была аппроксимирована линейным уравнением  {\displaystyle {\frac {C_{u}}{\sigma _{v}^{'}}}=0,11+0,37*{\frac {PI}{100}}}.

## Дренированная прочность на сдвиг

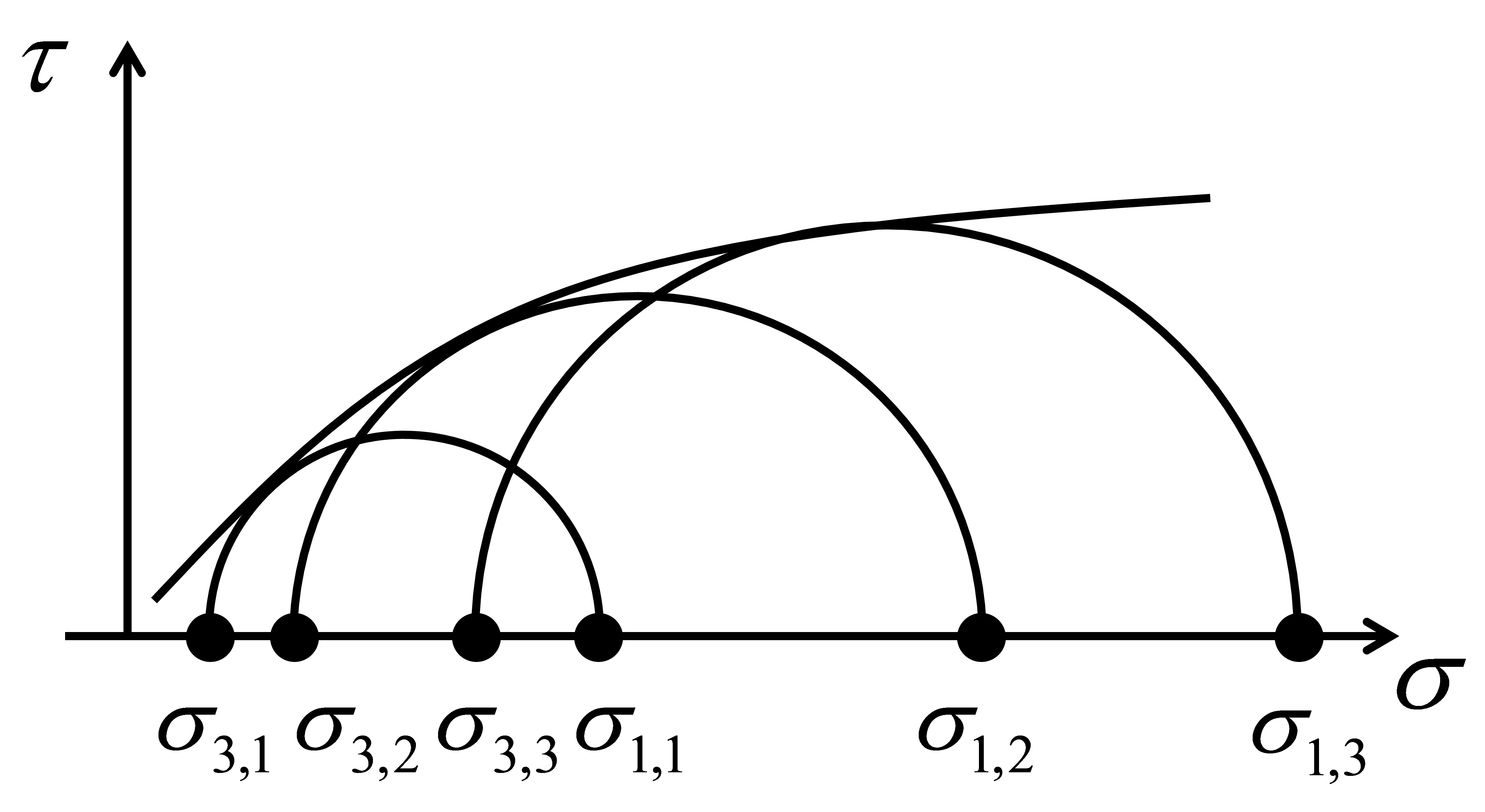
У каждого круга каждая точка значение σ _{3}, то обжатие которое мы применяли при испытании данного образца и соответственно правая точка - Это напряжение σ _{1} момент разрушения. Таким образом мы видим что радиус этих напряжений это и есть как это есть максимальный девиатор разрушения. Получив таким образом три круга проводим предельно огибающую по методу Гаусса.

Дренированная прочность на сдвиг представляет собой прочность грунта на сдвиг, когда всю нагрузку воспринимает скелет грунта. Прочность на сдвиг представляется выражением:
{\displaystyle \tau } = σ' tan(φ') + c'
Где σ' = (σ - u) определяется как эффективное напряжение. σ — общее напряжение, u — поровое давление воды.
φ' = эффективный угол трения напряжения или «угол внутреннего трения» после кулоновского трения. Коэффициент трения {\displaystyle \mu } равен tan(φ'). Могут быть определены различные значения угла трения, включая пиковый угол трения, φ'p, угол трения в критическом состоянии, φ'cv, или угол остаточного трения, φ'r .
c' = удельное сцепление, многие специалисты ошибочно называют его сцеплением, однако здесь имеется в виду усилие для сдвига по площадке единичной 1 м². Поэтому и размерность соответственно Ньютон/метр2 ничто иное как Паскаль. Если говорим просто сцепление то размерность просто Ньютон.( Удельное сцепление возникает из-за того, что прямая линия вынуждена соответствовать измеренным значениям ({\displaystyle \tau },σ'), даже если данные фактически ложатся на кривую. Точка пересечения вертикальной прямой оси координат на оси касательных напряжений и есть сцепление. Хорошо известно, что результирующее пересечение зависит от диапазона рассматриваемых напряжений: это не фундаментальное свойство грунта. Кривизна (нелинейность) линии разрушения возникает из-за того, что дилатансия плотно упакованных частиц почвы зависит от всестороннего давления.

## Теория критического состояния
В механике грунта критического состояния определяется прочность на сдвиг, когда грунт, подвергающийся сдвигу, делает это при постоянном объеме, что также называется «критическим состоянием».(Roscoe, Schofield & Wroth 1958) Таким образом, для грунта, подвергающегося сдвигу, обычно выделяют три значения прочности на сдвиг:
- Пиковая сила {\displaystyle \tau }р
- Критическое состояние или постоянная объемная прочность {\displaystyle \tau }cv
- Остаточная прочность {\displaystyle \tau }r

Пиковая прочность может возникать до или в критическом состоянии, в зависимости от начального состояния срезаемых частиц грунта:
- Рыхлый грунт будет сжиматься в объеме при сдвиге и может не развить пиковую прочность выше критического состояния. В этом случае «пиковая» прочность будет совпадать с пределом прочности при сдвиге в критическом состоянии после того, как грунт перестанет сжиматься в объеме. Можно констатировать, что такие грунты не обладают ярко выраженной «пиковой прочностью».
- Плотная почва может немного сжаться, прежде чем блокировка частиц предотвратит дальнейшее сжатие (блокировка частиц зависит от формы зерен и их первоначального расположения). Чтобы продолжить сдвиг после образования межчастичной блокировки, грунт должен расшириться (увеличиться в объеме). Поскольку для расширения грунта требуется дополнительная сила сдвига, возникает «пиковая» прочность. Как только эта пиковая прочность, вызванная расширением, преодолевается за счет продолжающегося сдвига, сопротивление, оказываемое грунтом приложенному напряжению сдвига, уменьшается (так называемое «размягчение при деформации»). Деформационное размягчение будет продолжаться до тех пор, пока не прекратятся дальнейшие изменения объема грунта при продолжающемся сдвиге. Пик прочности также наблюдается в переуплотненных глинах, где естественная ткань почвы должна быть разрушена до достижения постоянного объема сдвига. Другие эффекты, которые приводят к максимальной прочности, включают цементацию и связывание частиц.

Считается, что прочность на сдвиг при постоянном объеме (или в критическом состоянии) является внешней по отношению к грунту и не зависит от начальной плотности или расположения зерен почвы. Говорят, что в этом состоянии срезаемые зерна «кувыркаются» друг над другом, при этом не происходит значительного сцепления зёрен или образования плоскостей скольжения, влияющих на сопротивление сдвигу. В этот момент никакая унаследованная ткань или сцепление зерен почвы не влияют на прочность грунта.
Остаточная прочность возникает для некоторых грунтов, где форма частиц, составляющих грунт, выравнивается во время сдвига (формируя поверхность скольжения), что приводит к снижению сопротивления дальнейшему сдвигу (дальнейшее размягчение при деформации). Это особенно верно для большинства глин, содержащих пластинчатые минералы, но также наблюдается в некоторых зернистых грунтах с зернами более удлиненной формы. Глины, не содержащие пластинчатых минералов (например, аллофановые глины), не имеют тенденции к проявлению остаточной прочности.
Использование на практике: если принять теорию критического состояния и принять c' = 0; {\displaystyle \tau }p может использоваться при условии, что учитывается уровень ожидаемых деформаций, а также учитываются эффекты потенциального разрыва или размягчения деформаций до прочности в критическом состоянии. При больших деформациях следует учитывать возможность образования поверхности скольжения с φ' r (например, при забивке свай).
Критическое состояние возникает при квазистатической скорости деформации. Оно не допускает различий в прочности на сдвиг в зависимости от разных скоростей деформации. Также в критическом состоянии отсутствует выравнивание частиц или учет специфической структура грунта.
Почти сразу после того, как концепция критического состояния была впервые введена, она подверглась серьезной критике — в основном из-за ее неспособности сопоставить легкодоступные данные испытаний, полученные при тестировании самых разных грунтов. Это в первую очередь связано с неспособностью теорий объяснить структуру частиц. Основным последствием этого является невозможность моделирования постпика размягчения деформации, обычно наблюдаемого в сжимающихся грунтах с анизотропными формами/свойствами зерен. Кроме того, для того, чтобы сделать математическую модель, обычно делается предположение, что напряжение сдвига не может вызывать объемную деформацию, а объемное напряжение не вызывает деформацию сдвига. Поскольку в действительности это не так, это является дополнительной причиной плохого соответствия легкодоступным эмпирическим тестовым данным. Кроме того, упругопластические модели критического состояния предполагают, что упругие деформации вызывают объемные изменения. Поскольку это также не относится к реальным грунтам, это предположение приводит к плохому соответствию данным об изменении объема и порового давления.

## Стационарное состояние (динамические системы на основе сдвига грунта)
Уточнением концепции критического состояния является концепция устойчивого состояния.
Установившаяся прочность определяется как прочность на сдвиг грунта, когда он находится в установившемся состоянии. Стационарное состояние определяется (Poulos 1981)   как «состояние, в котором грунт непрерывно деформируется при постоянном объеме, постоянном нормальном эффективном напряжении, постоянном напряжении сдвига и постоянной скорости». Стив Дж. Поулос, профессор кафедры механики грунтов Гарвардского университета, построил гипотезу, которую Артур Касагранде сформулировал в конце своей карьеры. (Poulos 1981) Механику грунта, основанную на стационарном состоянии, иногда называют «Гарвардской механикой грунта». Установившееся состояние отличается от состояния «критического состояния».
Стационарное состояние возникает только после разрушения всех частиц, если оно завершено, и все частицы ориентированы в статистически стационарном состоянии и так, что касательное напряжение, необходимое для продолжения деформации при постоянной скорости деформации, не изменяется. Это относится как к дренированному, так и к недренированному состояниям.
Стационарное состояние имеет несколько иное значение в зависимости от скорости деформации, при которой оно измеряется. Таким образом, прочность на сдвиг в стационарном состоянии при квазистатической скорости деформации (скорость деформации, при которой определяется критическое состояние), по-видимому, соответствует прочности на сдвиг в критическом состоянии. Однако между двумя состояниями есть еще одно различие. Оно заключается в том, что в стационарном состоянии зерна располагаются в стационарной структуре, тогда как в критическом состоянии такой структуры не возникает. В случае сдвига до больших деформаций для грунтов с удлиненными частицами эта стационарная структура представляет собой структуру, в которой зерна ориентированы (возможно, даже выровнены) в направлении сдвига. В случае, когда частицы сильно выровнены в направлении сдвига, стационарное состояние соответствует «остаточному состоянию».
Три распространенных заблуждения относительно стационарного состояния заключаются в том, что а) это то же самое, что и критическое состояние (это не так), б) что оно применимо только к недренированному случаю (это применимо ко всем формам дренирования) и в) что оно не относится к пескам (применяется к любому зернистому грунту). Учебник по теории стационарного состояния можно найти в отчете Пулоса (Poulos 1971). Его использование в инженерии землетрясений подробно описано в другой публикации Пулоса (Poulos 1989)   .
Разница между устойчивым состоянием и критическим состоянием заключается не только в семантике, как иногда думают, и неправильно использовать эти два термина/понятия взаимозаменяемо. Дополнительные требования строгого определения стационарного состояния сверх критического состояния, а именно. постоянная скорость деформации и статистически постоянная структура (стационарная структура) помещает стационарное состояние в рамки теории динамических систем . Это строгое определение стационарного состояния использовалось для описания сдвига грунта как динамической системы (Joseph 2012). Динамические системы широко распространены в природе (одним из примеров является Большое Красное Пятно на Юпитере), и математики тщательно изучали такие системы. В основе динамической системы сдвига грунта лежит простое трение (Joseph 2017).

## Смотрите также
- Испытание на прямой сдвиг
- Теория динамических систем
- Земляные работы (инженерные)
- Эффективное напряжение
- Гранулированный материал
- Публикации по геотехнической инженерии
- Стабилизация грунта
- Проседание